# Massacre de Lawrence

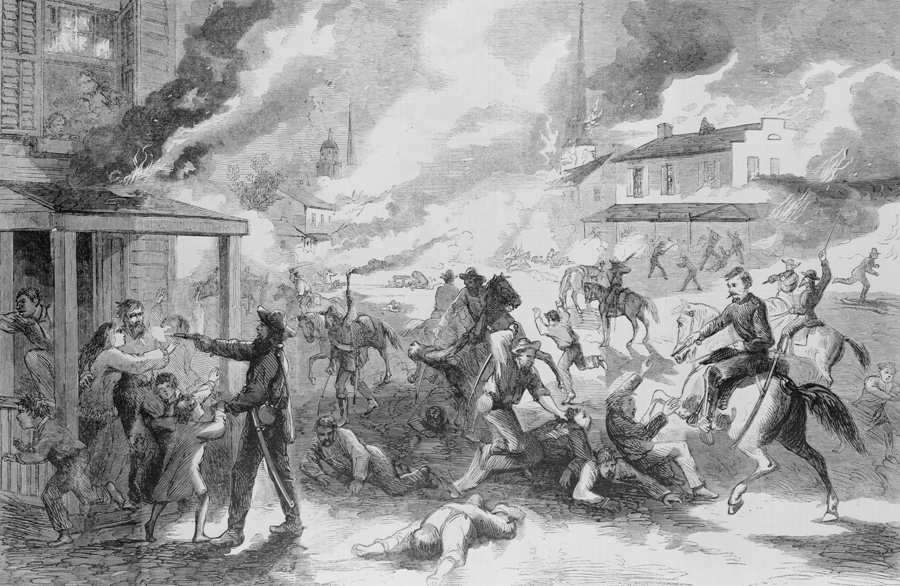
Visão artística de rebeldes matando cidadãos de Lawrence e colocando fogo na cidade

Massacre de Lawrence (também conhecido como ataque de Quantrill) foi um ataque durante a Guerra Civil Americana (1861 a 1865) feito pelo Quantrill's Raiders, um grupo guerrilheiro confederado liderado por William Quantrill, na cidade Unionista de Lawrence, Kansas.
O ataque de 21 de agosto de 1863 teve como alvo Lawrence devido ao longo apoio da cidade à abolição e sua reputação como centro de apoio aos Jayhawkers, que eram milícias dos estados livres e grupos de justiceiros conhecidos por atacar plantações nos condados pró-escravidão à Oeste do Missouri.

## Antecedentes
Em 1863, o Kansas era centro de conflitos e batalhas devido à admissão da separação entre "estados escravos e livres".
Já no verão de 1856, o primeiro "saque de Lawrence desencadeou uma guerra de guerrilha no Kansas que durou anos. John Brown pode ser o participante mais conhecido na violência do final da década de 1850, participando do lado abolicionista ou Jayhawker, mas numerosos grupos lutaram por cada lado durante o período conhecido como "Bleeding Kansas".
No início da Guerra Civil Americana, Lawrence já era um alvo da ira pró-escravidão, sendo vista como uma "fortaleza antiescravidão" no Estado e, mais importante, uma área de preparação para as incursões da União e dos Jayhawker ao Missouri. Inicialmente, a cidade e os arredores estavam extremamente vigilantes e reagiram fortemente a qualquer boato de que as forças inimigas estivessem avançando sobre a cidade. No entanto, no verão de 1863, como nenhuma das ameaças havia se materializado, os temores dos cidadãos haviam diminuído e os preparativos para a defesa foram relaxados.